# Santa Ana (Cácares)
Santa Ana ist ein südwestspanisches Dorf und eine Gemeinde (municipio) mit 307 Einwohnern (Stand: 2024) in der Provinz Cáceres (Extremadura). 

## Lage und Klima
Santa Ana liegt im Süden der Provinz Cáceres in einer Höhe von etwa 255 m. Die Entfernung zur Hauptstadt Cáceres beträgt 41 km (Fahrtstrecke) in westnordwestlicher Richtung. 
Das Klima ist meist warm und trocken; der eher spärliche Regen (ca. 485 mm/Jahr) fällt hauptsächlich im Winterhalbjahr.

## Bevölkerungsentwicklung
| Jahr      | 1970 | 1981 | 1991 | 2001 | 2011 | 2021 |
| Einwohner | 676  | 506  | 372  | 345  | 286  | 273  |

## Sehenswürdigkeiten

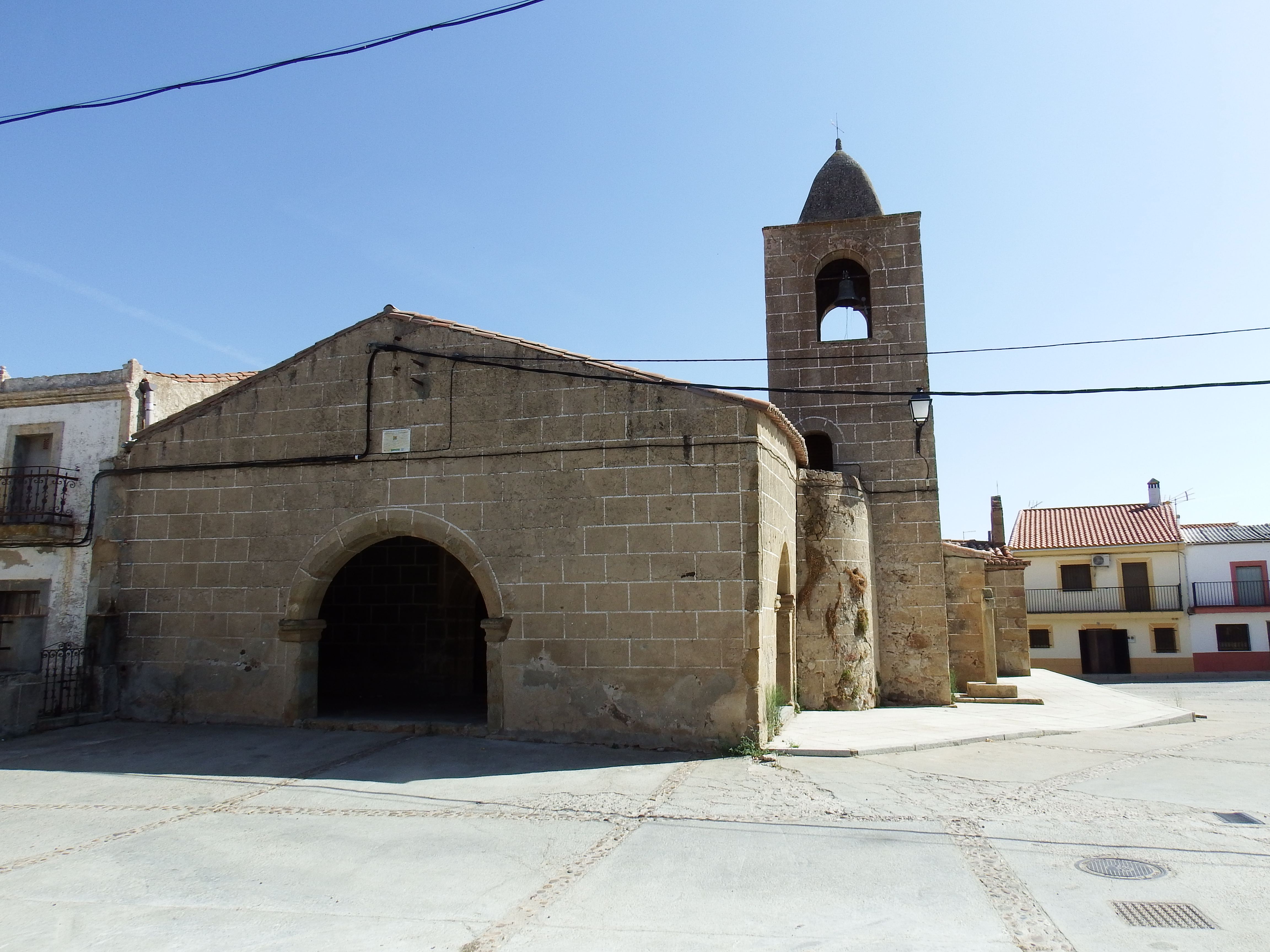
Annenkirche
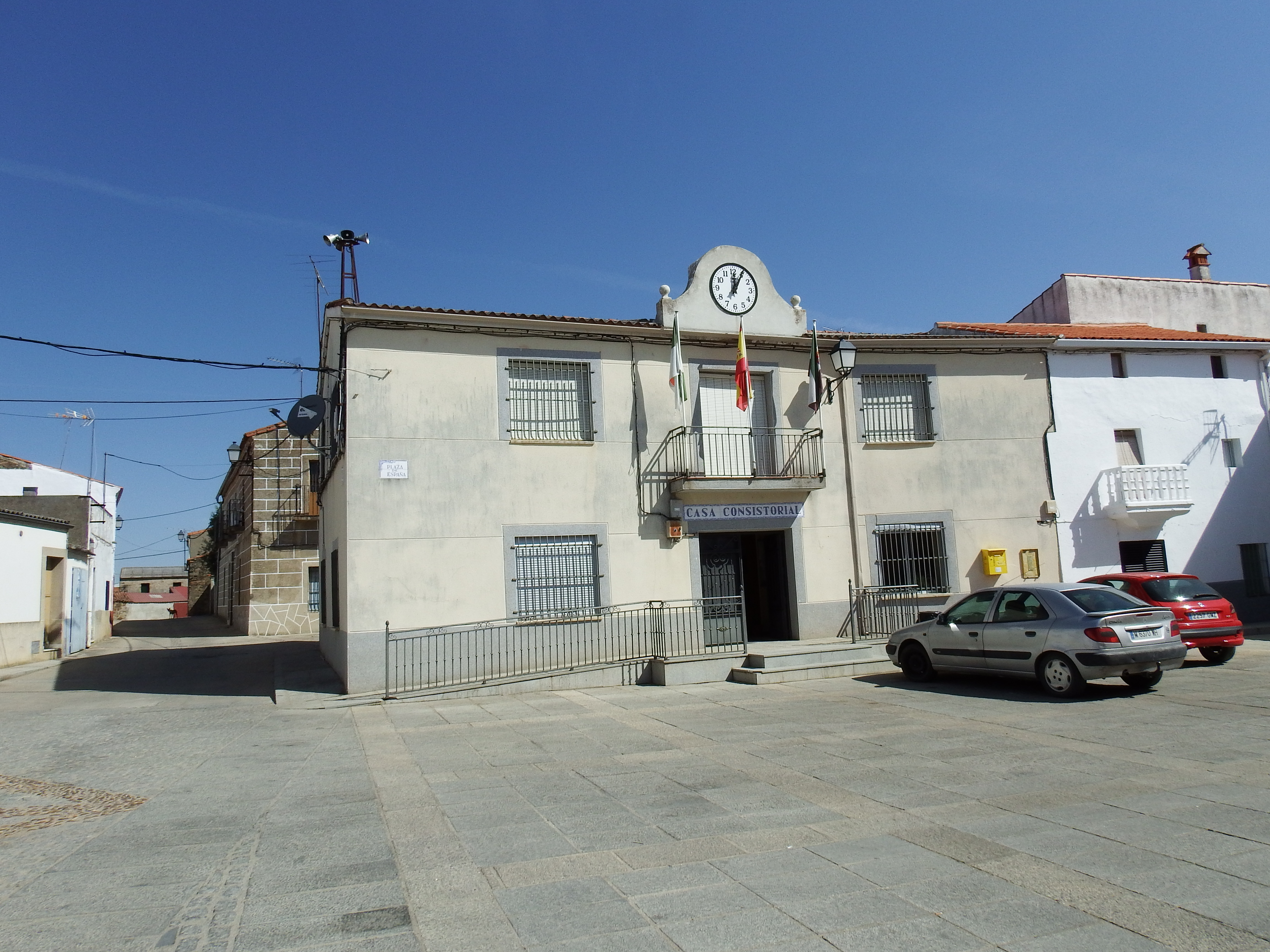
Rathaus

- Annenkirche
- Rathaus